# 斯里布爾烏帕齊拉 (馬古拉縣)
斯里布爾乌帕齐拉是孟加拉国馬古拉縣的一个乌帕齐拉，位於庫爾納专区的馬古拉縣。。

## 人口
據1991年孟加拉國人口普查，斯里布爾共有戶數23,835戶，人口144471人。其中男性佔比51.00%，女性佔比49.00%；成年人口72,766人。該地7歲以上人口之平均識字率為30.9%，低於全國平均值（32.4%）。